# Parc national Mari Tchodra
Le parc national Mari Tchodra (Mari et russe : Марий Чодра; Mari pour Forêt de Mari) est un parc national situé dans les districts Morkinsky, Zvenigovsky, et Volzhsky, faisant partie de la république des Maris, en Russie. Le parc a une superficie de 366 km² et a été créé en 1985.

## Description
Mari Tchodra a été créé pour protéger les plantes rares: plus de 115 espèces de plantes rares sont recensées. Il y a quatorze itinéraires touristiques dans le parc, les attractions les plus populaires étant Yalchik, Glukhoye, et les lacs Kichiyer, le rafting sur les rivières Ilet et Yushut, et les chênes de Pugachov.
Il y a plus de quatorze centres touristiques à Mari Tchodra, qui jouent un rôle majeur dans la reconstruction de la République des Maris, du Tatarstan, et de Tchouvachie.

## Galerie

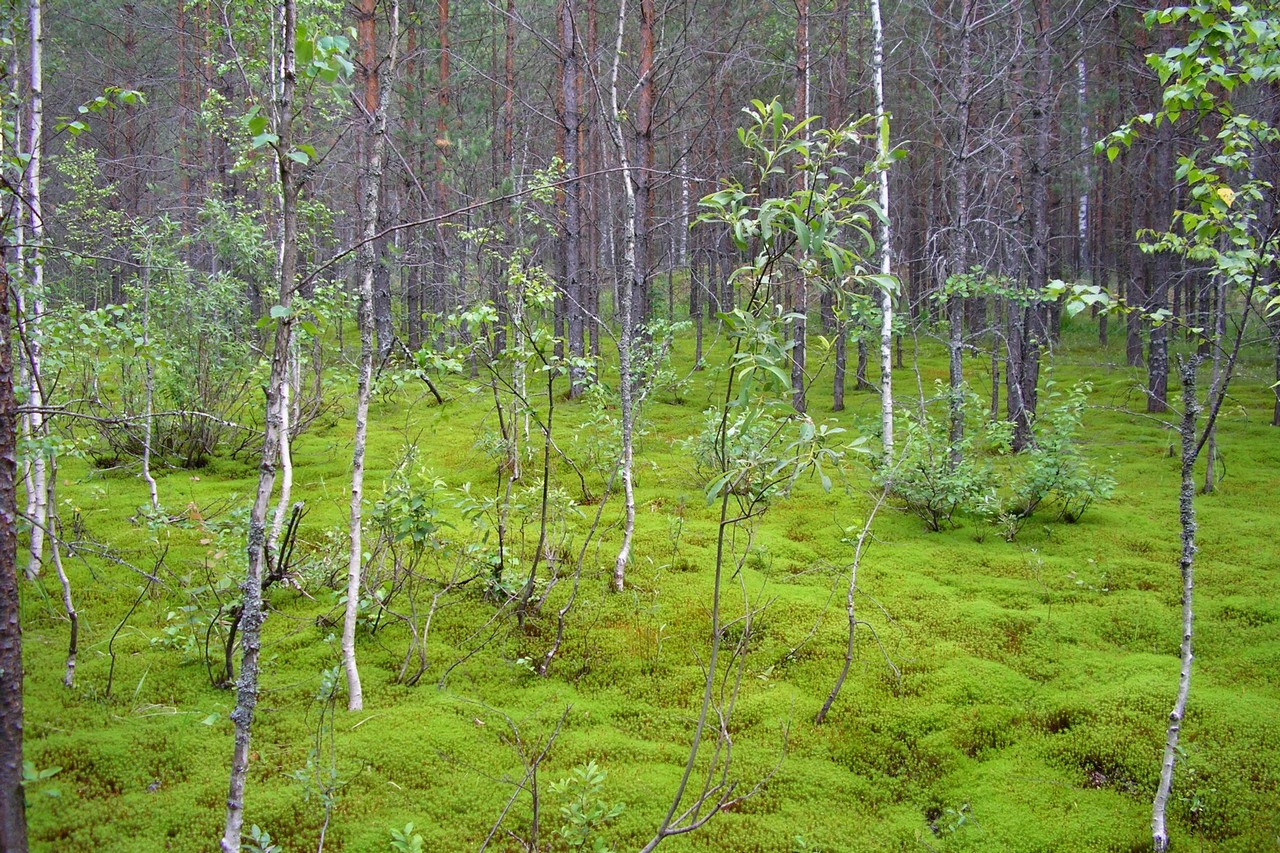
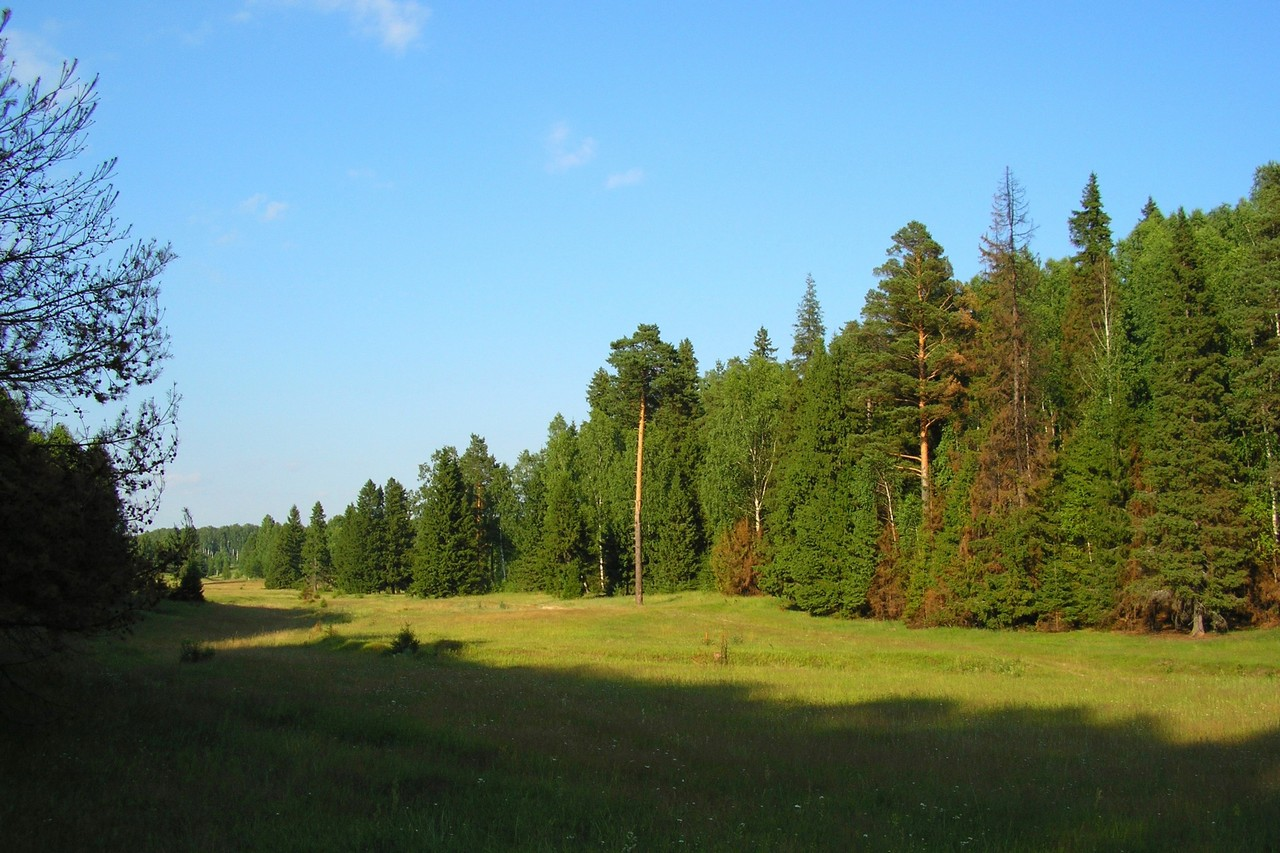
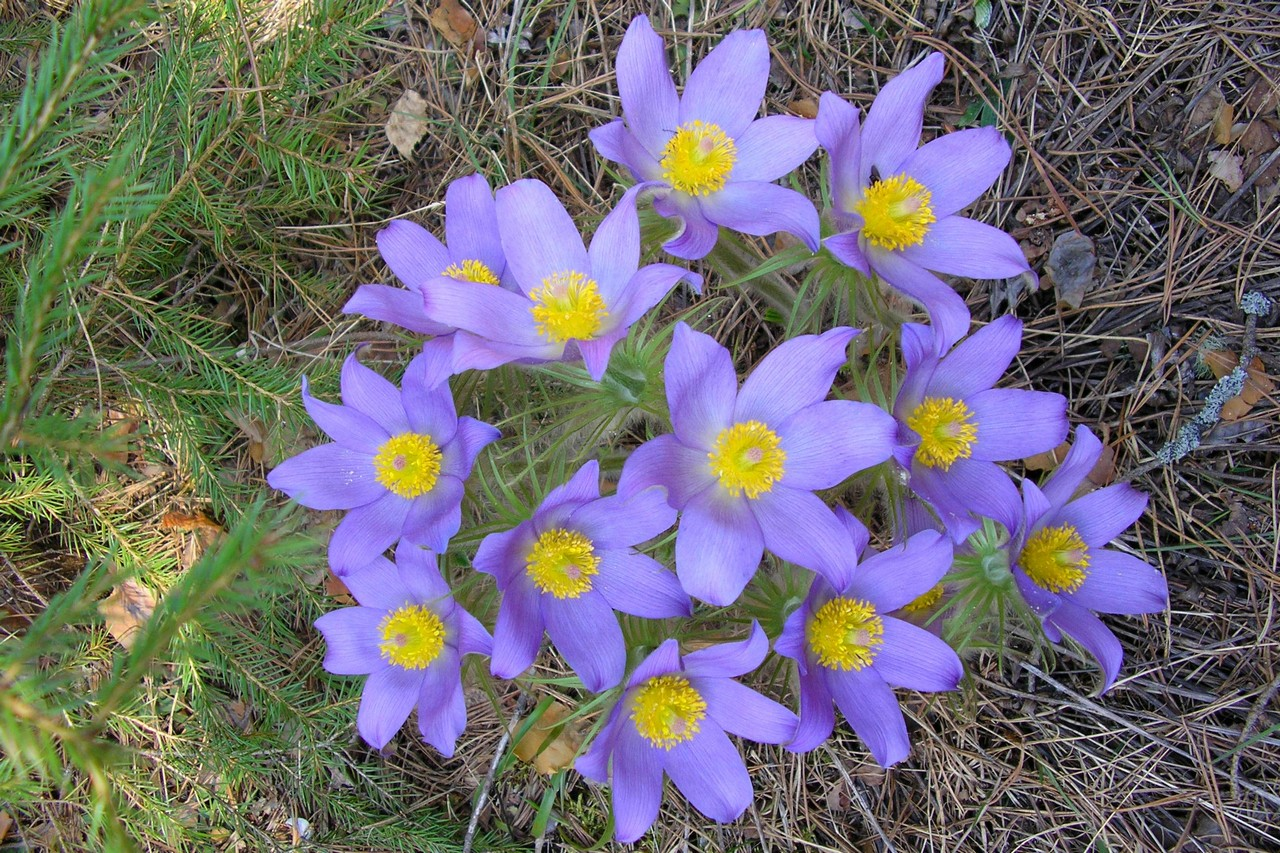
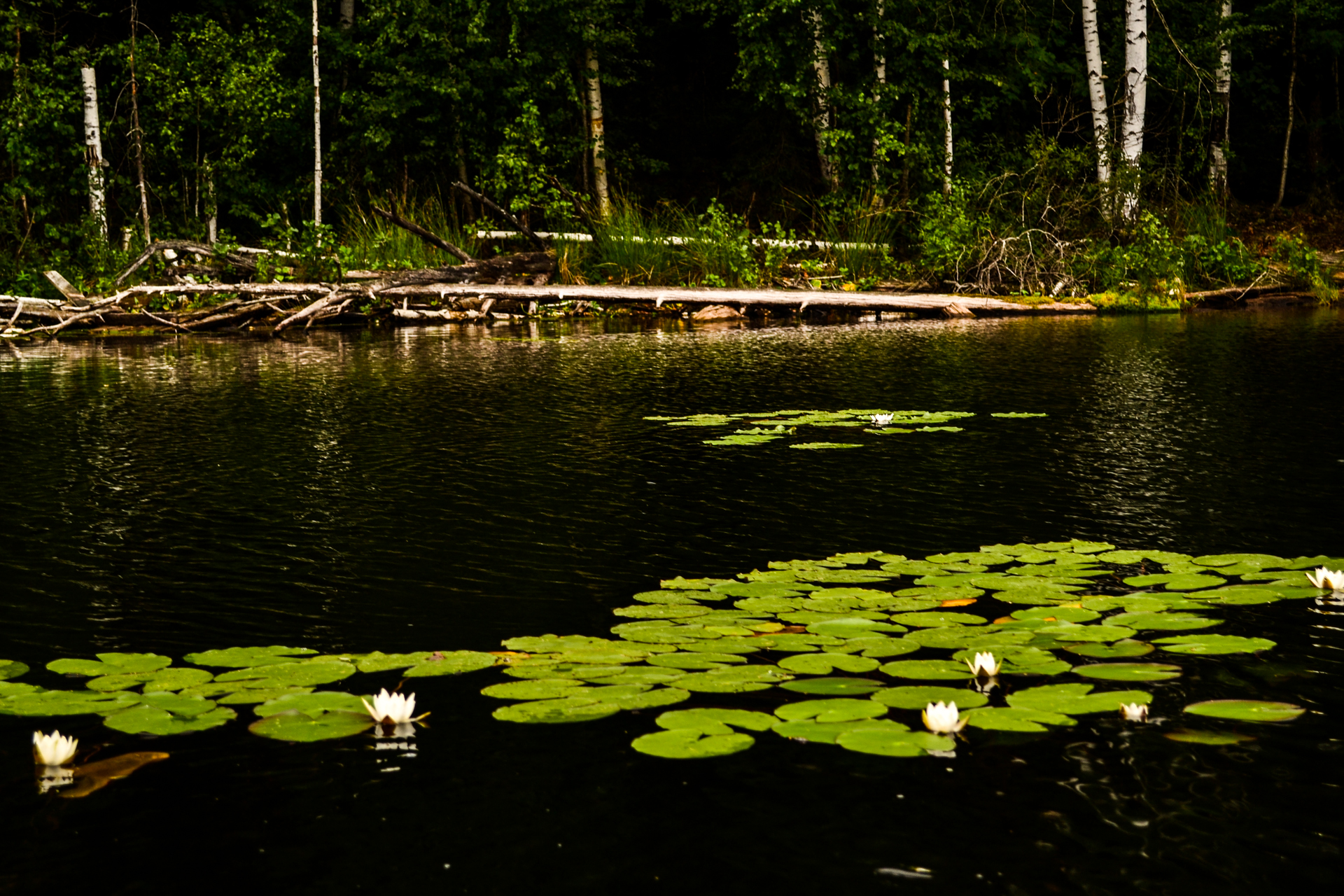
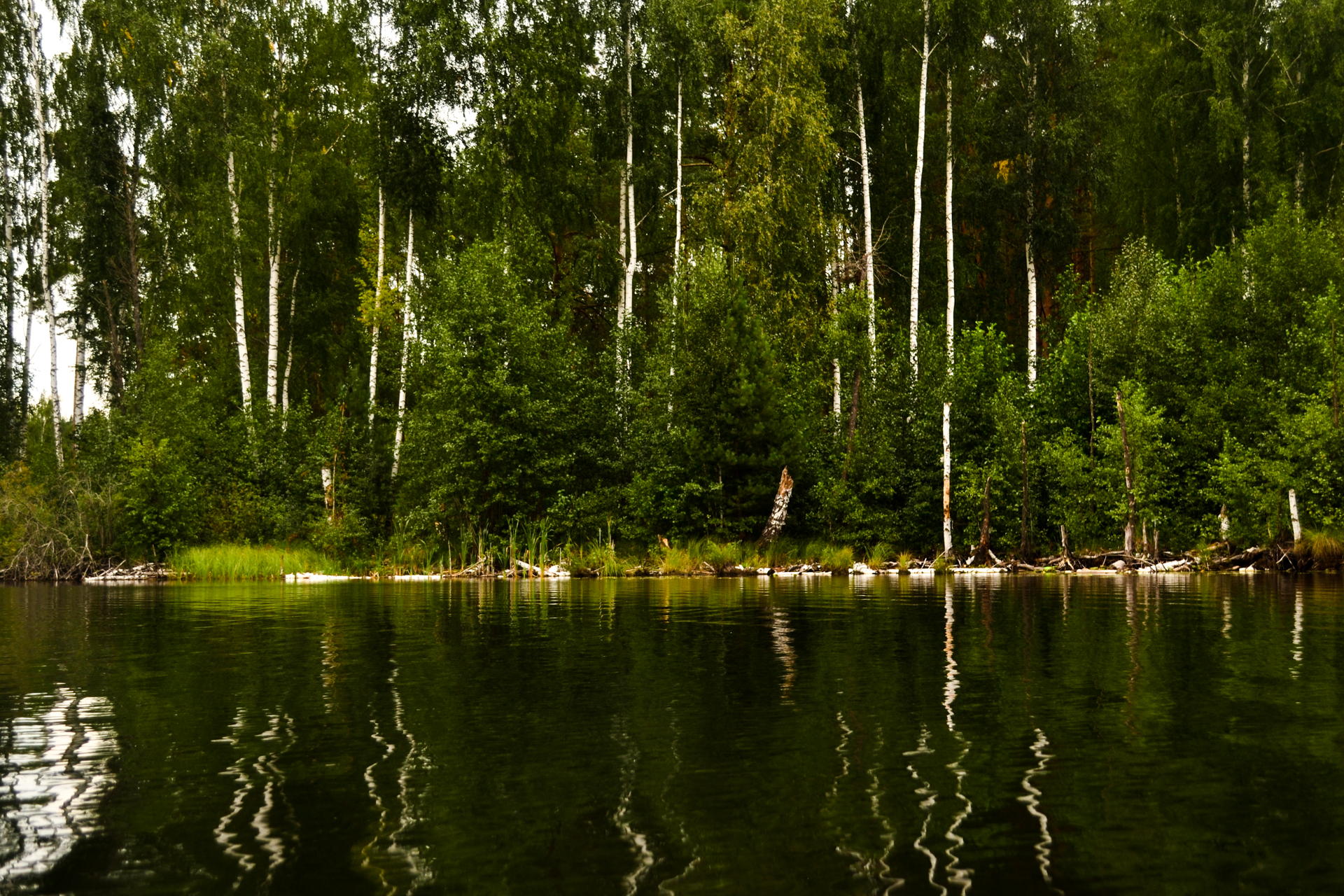